# 凱薩琳大帝 (迷你劇)
《凱薩琳大帝》（英語：Catherine the Great）是一部英美合拍的迷你劇集，海倫·米蘭領銜出演標題角色凱薩琳大帝。劇集於2019年10月3日在英國天空大西洋首播，於2019年10月21日在HBO首播。

## 概要
劇集講述了18世紀後半葉，俄羅斯帝國女沙皇凱薩琳大帝執政末期時動蕩不安的政治波瀾和充滿情欲的宮闈生活，以及她與親密將領格里高利·波坦金之間的情事。

## 演員與角色

### 主要角色
- 海倫·米蘭 飾演 凱薩琳大帝（Catherine the Great）

俄羅斯帝國的女沙皇。
- 傑森·克拉克 飾演 格里高利·波坦金（Grigory Potemkin）

俄國將領，凱薩琳大帝的情人。
- 羅里·金尼爾 飾演 尼基塔·帕寧（Nikita Ivanovich Panin）

- 吉娜·麥基（英语：Gina McKee） 飾演 女公爵普羅塔索娃·布魯斯（英语：Praskovya Bruce）

凱薩琳大帝的好友和紅顏知己。
- 凱文·麥克納利（英语：Kevin McNally） 飾演 阿列克謝·奧爾洛夫（Alexei Orlov）

格里戈里·奧爾洛夫的弟弟。
- 理查·羅森堡 飾演 格里戈里·奧爾洛夫（Grigory Orlov）

凱薩琳大帝的舊情人，和弟弟阿列克謝·奧爾洛夫共同發動政變，推翻沙皇彼得三世，擁立葉卡捷琳娜二世為女沙皇凱薩琳大帝。
- 約瑟夫·奎恩（英语：Joseph Quinn (actor)） 飾演 保羅一世（Tsarevich Pavel）

凱瑟琳之子。
- 克萊夫·羅素（英语：Clive Russell） 飾演 弄臣（The Fool）

### 常設角色
- 湯瑪斯·達赫蒂（英语：Thomas Doherty (actor)） 飾演 彼得·扎瓦多維斯基（英语：Pyotr Zavadovsky）

凱薩琳大帝的情人之一。
- 山姆·帕拉迪奧 飾演 亞歷山大·瓦西里契科夫（英语：Alexander Vasilchikov）

凱薩琳大帝的情人之一。
- 保羅·里特（英语：Paul Ritter (actor)） 飾演 大元帥亞歷山大·蘇沃洛夫（General Suvorov）

- 保羅·凱（英语：Paul Kaye） 飾演 葉梅利揚·普加喬夫（Yemelyan Pugachev）

## 集數
| 集數 | 標題  | 導演        | 編劇          | 英國首播日期  | 美國首播日期   | 英國收視人數 （百萬） | 美國收視人數 （百萬） |
| ---- | ----- | ----------- | ------------- | ------------- | -------------- | --------------------- | --------------------- |
| 1    | 第1集 | 菲利浦·馬丁 | 尼格爾·威廉斯 | 2019年10月3日 | 2019年10月21日 | 0.345                 | 0.332                 |
| 2    | 第2集 | 菲利浦·馬丁 | 尼格爾·威廉斯 | 2019年10月3日 | 2019年10月28日 | 0.345                 | 0.232                 |
| 3    | 第3集 | 菲利浦·馬丁 | 尼格爾·威廉斯 | 2019年10月3日 | 2019年11月4日  | 0.345                 | 0.311                 |
| 4    | 第4集 | 菲利浦·馬丁 | 尼格爾·威廉斯 | 2019年10月3日 | 2019年11月11日 | 0.345                 | 0.237                 |

## 製作
《凱薩琳大帝》共4集，由尼格爾·威廉斯執筆劇本，大衛·M·湯普森和主演海倫·米蘭共同擔當監製，菲利浦·馬丁執導。

## 音樂
魯伯特·格雷格森-威廉斯為劇集作曲，音樂原聲帶數字版於2019年10月21日在亞馬遜和iTunes上發行。
| 《凱薩琳大帝》原聲帶 | 《凱薩琳大帝》原聲帶 | 《凱薩琳大帝》原聲帶 |
| 曲序                 | 曲目                 | 时长                 |
| -------------------- | -------------------- | -------------------- |
| 1.                   |                      | 5:32                 |
| 2.                   |                      | 2:13                 |
| 3.                   |                      | 4:05                 |
| 4.                   |                      | 3:51                 |
| 5.                   |                      | 3:58                 |
| 6.                   |                      | 2:17                 |
| 7.                   |                      | 3:13                 |
| 8.                   |                      | 2:01                 |
| 9.                   |                      | 1:34                 |
| 10.                  |                      | 3:21                 |
| 11.                  |                      | 2:40                 |
| 12.                  |                      | 5:11                 |
| 13.                  |                      | 5:49                 |
| 14.                  |                      | 2:56                 |
| 15.                  |                      | 2:17                 |
| 16.                  |                      | 2:53                 |
| 17.                  |                      | 3:25                 |
| 18.                  |                      | 4:41                 |
| 19.                  |                      | 2:41                 |
| 20.                  |                      | 1:06                 |
| 总时长：             | 总时长：             | 65:44                |

## 宣傳與發行
2019年7月21日，HBO釋出官方預告片。8月28日，HBO公佈劇集將於2019年10月21日首播。

### 影碟發行
| 季數 | 季數 | 集數 | DVD發行日期 | DVD發行日期    | DVD發行日期   | 藍光影碟發行日期 | 藍光影碟發行日期 |
| 季數 | 季數 | 集數 | 區域1       | 區域2          | 區域4         | A區              | B區              |
| ---- | ---- | ---- | ----------- | -------------- | ------------- | ---------------- | ---------------- |
|      | 1    | 4    | 待公布      | 2019年11月25日 | 2019年12月4日 | 待公布           | 2019年11月25日   |

## 獎項
| 年度 | 獎項         | 類別                           | 入圍者    | 結果 | 來源   |
| ---- | ------------ | ------------------------------ | --------- | ---- | ------ |
| 2020 | 第77屆金球獎 | 有限劇集及電視電影類最佳女主角 | 海倫·米蘭 | 提名 | [ 14 ] |
| 2020 | 第24屆衛星獎 | 有限劇集最佳女主角             | 海倫·米蘭 | 提名 | [ 15 ] |

## 資料來源
1. ↑  . HBO.   [2019-01-24]. （原始内容存档于2019-01-07） （美国英语）.
2. 1 2 3  Huff, Lauren. . The Hollywood Reporter. 2018-10-03  [2019-01-24]. （原始内容存档于2019-01-07） （美国英语）.
3. ↑  .   [2019-01-24]. （原始内容存档于2019-01-07） （美国英语）.
4. ↑  Metcalf, Mitch. . Showbuzz Daily. 2019-10-22  [2019-10-22]. （原始内容存档于2019-10-22） （美国英语）.
5. ↑  Metcalf, Mitch. . Showbuzz Daily. 2019-10-29  [2019-10-29]. （原始内容存档于2019-10-29） （美国英语）.
6. ↑  Metcalf, Mitch. . Showbuzz Daily. 2019-11-05  [2019-11-05]. （原始内容存档于2019-11-05） （美国英语）.
7. ↑  Metcalf, Mitch. . Showbuzz Daily. 2019-11-12  [2019-11-12]. （原始内容存档于2019-11-12） （美国英语）.
8. ↑  .   [2020-08-27]. （原始内容存档于2021-04-14） （美国英语）.
9. ↑  Kiefer, Halle. . vulture. 2019-07-21  [2019-07-22]. （原始内容存档于2019-07-22） （美国英语）.
10. ↑  . The Futon Critic. 2019-08-28  [2019-08-28] （美国英语）.
11. ↑  .   [2019-08-29]. （原始内容存档于2019-08-29） –Amazon （美国英语）.
12. ↑  .   [2019-08-29]. （原始内容存档于2020-06-15） –JB Hi-Fi （美国英语）.
13. ↑  .   [2019-08-29] –Amazon （美国英语）.
14. ↑  Huff, Lauren. . Entertainment Weekly. 2019-12-05  [2019-12-09]. （原始内容存档于2019-12-09） （美国英语）.
15. ↑  Peterson, Karen M. . awardscircuit. 2019-12-03  [2019-12-11]. （原始内容存档于2019-12-09） （美国英语）.

## 外部連結
- 互联网电影数据库（IMDb）上《凱薩琳大帝》的资料（英文）